# Connarus lambertii
Connarus lambertii là một loài thực vật có hoa trong họ Connaraceae. Loài này được (DC.) Britton mô tả khoa học đầu tiên năm 1908.